# The Do-Nuts
the do-nuts（ザ・ドゥーナッツ）は、日本の2人組ガールズポップユニット。Spice Production所属。所属レコード会社はエイベックス(レーベルはJ-more)。
沖縄県内でモデルとして活躍していた2人が、2003年に行われたオーディション「沖縄アイドル発掘プロジェクト」に合格し、2004年に初のシングルCDを発売。2006年にメジャーデビュー。2008年10月1日に解散。

## メンバー
- MCアキノ（国吉秋乃）：1986年10月21日生まれ、血液型：A型、沖縄県糸満市出身、身長：159cm
- MCエリコ（糸数江利子）：1988年12月25日生まれ、血液型：O型、沖縄県那覇市出身、身長：157cm

## 来歴
- 2003年 - 第一興商主催のオーディション「沖縄アイドル発掘プロジェクト」に合格し、デビュー。
- 2004年 - インディーズレーベルにて初のシングルCD「アロハ日和」を発売。
- 2006年 - エイベックスのJ-moreレーベルよりメジャーデビュー。
- 2008年10月1日 - ブログ上にて解散を発表。

## ディスコグラフィー

### シングル

#### インディーズレーベル
|     | リリース      | タイトル         | 規格       | レーベル              | シリアルナンバー | 備考 |
| 1st | 2004年8月12日 | アロハ日和       | 12cmCD+DVD | 第一興商・Spice Music | SPD-001          |      |
| 2nd | 2005年7月7日  | 渚のGO-GO GIRL!! | 12cmCD+DVD | Spice Records         | SPRD-1001        |      |

渚のGO-GO GIRL!!
- 全国発売日は2005年7月7日だが、沖縄県内では6月に先行発売された。
- ファッションキャンディ「ちんすこうショコラ」（CMソングおよび本人出演）とタイアップし、沖縄県内ファッションキャンディ店舗およびTSUTAYA等で、1000個限定の円筒形紙パッケージに納められたちんすこうショコラ付きCD+DVDが発売された。（シリアルナンバーSPRF-1001）
- 一般発売されたシングルの裏ジャケットには、2つのバージョンが存在する。（主に沖縄県内向けと沖縄県外向けで分けられた）
- アーケードゲーム「GuitarFreaksV3」、「DrumManiaV3」にインディーズレーベルながら提供曲として収録された。邦楽でインディーズレーベルながら提供曲として収録されるのは珍しいことである。

#### メジャーレーベル
|     | リリース      | タイトル                       | 規格   | 生産販売ナンバー |
| 1st | 2006年12月6日 | よろしくDOぞ                   | 12cmCD | YICD-70025       |
| 2nd | 2007年3月14日 | お花見ビーナス                 | 12cmCD | YICD-70031       |
| 3rd | 2007年7月4日  | ショッピン・ブギ               | 12cmCD | YICD-70033       |
| 4th | 2007年10月3日 | 2人のイバショ☆/おまかせ☆ロック | 12cmCD | YICD-70034       |

ショッピン・ブギ
- イオンショッピングセンターとタイアップし、2007年7月から9月まで、全国延べ23箇所の店舗で店内イベント「AEON SUMMER CAMP 2007」を行なった。琉球ジャスコ（当時、現・イオン琉球）ジャスコ那覇店（当時、現・イオン那覇店）を手始めに青森県から南下し、再び沖縄県の那覇店に戻るというスケジュールだった。
- そのため楽曲は楽しいショッピングをモチーフに、「Singing AEON」のサウンドロゴを意識したハミングが入っている。

## 主な出演

### コンサート
- オリオン・ビアフェスタinイセタン（2005年-2007年、伊勢丹新宿店大沖縄展と同時開催）

### テレビ
- 深海魚（2005年、tvk）
- ディキヤーズ（2006年、沖縄テレビ放送）
- ベルェベル美容専門学校 CMソング「2人のイバショ☆」（2007年）

### ラジオ
- どこでもドゥーナッツ - （2004年-2006年、FMちゃたん）
- スイモアマイモ - （2007年4月-9月、bay-fm）

### その他
ラスターとのタイアップで「ザ・ドゥーナッツのトンdeピース」と言うスロット台を発売した。